# Hibiscus mechowii
Hibiscus mechowii là một loài thực vật có hoa trong họ Cẩm quỳ. Loài này được Garcke mô tả khoa học đầu tiên năm 1881.